# Ростоші (Воронезька область)
Ростоші (рос. Ростоши) — село у Ертильському районі Воронезької області Російської Федерації.
Населення становить 1384 особи (2010). Входить до складу муніципального утворення Ростошинське сільське поселення.

## Історія
Від 1938 року належить до Ертильського району.
Згідно із законом від 15 жовтня 2004 року входить до складу муніципального утворення Ростошинське сільське поселення.

## Населення
| 2000 | 2002  | 2010  |
| ---- | ----- | ----- |
| 1964 | ↘1782 | ↘1384 |